# Leon Harris
Leon R. Harris (* 15. Oktober 1929 in Ventura, Kalifornien; † 1. Juni 2022 in Lake Forest Park, Washington) war ein US-amerikanischer Szenenbildner und Artdirector.

## Leben
Harris begann seine Karriere im Filmstab 1961 als im Abspann nicht genannter Zeichner bei den Dreharbeiten zum Filmmusical West Side Story. In gleicher Rolle war er 1965 auch für Meine Lieder – meine Träume tätig. Als Artdirector wirkte er erstmals am Drama Albtraum hinter Gittern. Sein nächster Film als Artdirector war der Science-Fiction-Film Star Trek: Der Film, für den er 1980 zusammen mit Harold Michelson, John Vallone, Joseph R. Jennings und Linda DeScenna für den Oscar in der Kategorie Bestes Szenenbild nominiert war. Die Auszeichnung ging in diesem Jahr jedoch an den Tanzfilm Hinter dem Rampenlicht. Zu seinen weiteren Filmen zählen Barry Levinsons American Diner und Harry Winers Space Camp. Zuletzt arbeitete er wieder als Zeichner, unter anderem am Matte Painting von Warren Beattys Comicverfilmung Dick Tracy.

## Filmografie (Auswahl)
- 1961: West Side Story
- 1965: Meine Lieder – meine Träume (The Sound of Music)
- 1979: Das schwarze Loch (The Black Hole)
- 1979: Star Trek: Der Film (Star Trek: The Motion Picture)
- 1980: Schreie der Verlorenen (The Watcher in the Woods)
- 1981: Die Kadetten von Bunker Hill (Taps)
- 1982: American Diner (Diner)
- 1986: Space Camp (SpaceCamp)
- 1987: Police Academy 4 – Und jetzt geht’s rund (Police Academy 4: Citizens on Patrol)
- 1988: Presidio (The Presidio)
- 1990: Dick Tracy
- 1992: Der letzte Komödiant – Mr. Saturday Night (Mr. Saturday Night)

## Auszeichnungen (Auswahl)
- 1980: Oscar-Nominierung in der Kategorie Bestes Szenenbild für Star Trek: Der Film